# Marten Gasparini
Marten Thomas Gasparini (Ruda, 24 maggio 1997) è un giocatore di baseball italiano di ruolo esterno, che giocava nell'organizzazione dei Kansas City Royals.
Cresciuto nella frazione di Alture nel comune di Ruda (UD), è figlio di Federico, italiano, e Wendy, ex atleta inglese.
Nella sua infanzia gioca a calcio e pratica l'arte marziale, e matura nell'accademia di baseball della MLB e della FIBS a Tirrenia.
Ha ricevuto $ 1,3 milioni per firmare con i Royals, bonus record per un giocatore europeo.
La sua prima partita professionale fu nel 2014 a Burlington nell'Appalachian League. Ha giocato tre anni a Lexington nella South Atlantic League, una lega di Singolo A, e la prima parte della stagione 2019 a Wilmington nella Carolina League.
Dal 2022 ha iniziato a praticare l'atletica leggera, in particolare il lancio del giavellotto.